# 流域圏
流域圏（りゅういきけん）とは、「（河川の）流域および関連する水利用地域や氾濫原」で示される一定の範囲の地域（圏域）であって、水質保全、治山・治水対策、土砂管理や、森林、農用地等の管理などの、地域が共有する問題について、地域が共同して取り組む際の枠組みとして形成される圏域（「21世紀の国土のグランドデザイン」（第五次全国総合開発計画、以下：五全総）による）。ただし、第三次全国総合開発計画（同様に、以下：三全総）における流域圏とは、概念が異なると明記してある。

## 全国総合開発計画における流域圏の変遷
第三次全国総合開発計画
三全総（1977年）は、ポスト「日本列島改造論」の計画として、高度成長から安定成長へ、そして田園都市・定住圏構想がテーマとされた。定住圏構想は水系に着目しており「流域圏」構想でもあった。流域圏構想は、乱開発・高度成長への歯止めも意識したものであったという。しかし、三全総においては思想としては生活と環境との調和を掲げたものの、政策の実施に当たってはなお「開発・経済発展」の思想を引きずらざるを得ず、地方圏もそれを求めた。具体的には交通・輸送基盤や情報通信網が整備の重点とされた。結果的に、「流域圏」構想はごく一部の地域でしか実施されなかった。
なお、当時国土庁にあり全総に係わる下河辺淳によると、三全総の前から矢作川において取り組まれてきた活動にヒントを得て、国土管理上の重要なテーマの一つとして「流域圏」の概念を三全総にとり入れていったという。
第四次全国総合開発計画
四全総（1987年）では、三全総以降いっそう進んだ都市化、東京一極集中に対して、多極分散型国土の形成がテーマとされたが、「流域圏」の議論は深まりを見せなかった。
第五次全国総合開発計画
五全総（21世紀の国土のグランドデザイン、1998年）においては、バブル崩壊、人口減少時代の到来を見据え、底流の思想としては国土の「開発」から「維持・管理」へ軸足を移しており、「流域圏」の構想が提示された。その意味するところは、冒頭に記したとおりである。国土管理の色彩が強い。わざわざ「三全総の流域圏とは概念が異なる」と注記を付している。

## 流域と流域圏 社会経済圏
流域は分水界に囲まれた集水域という自然地理学的概念である。河川とその周囲の地形と言う自然的条件から規定され、その方向は流れに沿い、その空間的拡がりの広さの差異はあるが「生態圏」に近い。
社会的、歴史的にも、農山村の集落は河川の流れの筋に沿って形成されてきた。しかしながら、鉄道や道路網などの交通基盤の整備、自動車の普及により、近代以降、「社会経済圏」は山谷や川の自然条件を克服しつつ広がりを見せていった。社会経済圏をつなぐ交通網の多くは水系を横断する形で、形成され、それに伴い市街が連たんし拡大していった。その反面、流域の考え方は、河川・利水関係者は別にして一般には著しく希薄になり、異常渇水や台風等による増水の時くらいにしか意識されなくなってしまった。こうした背景もあり、開発計画の多くは社会経済圏に見合ったもの、あるいは新しく社会経済圏をつくる方向で計画・実施されてきた。